# St. Peter und Paul (Wettringen)

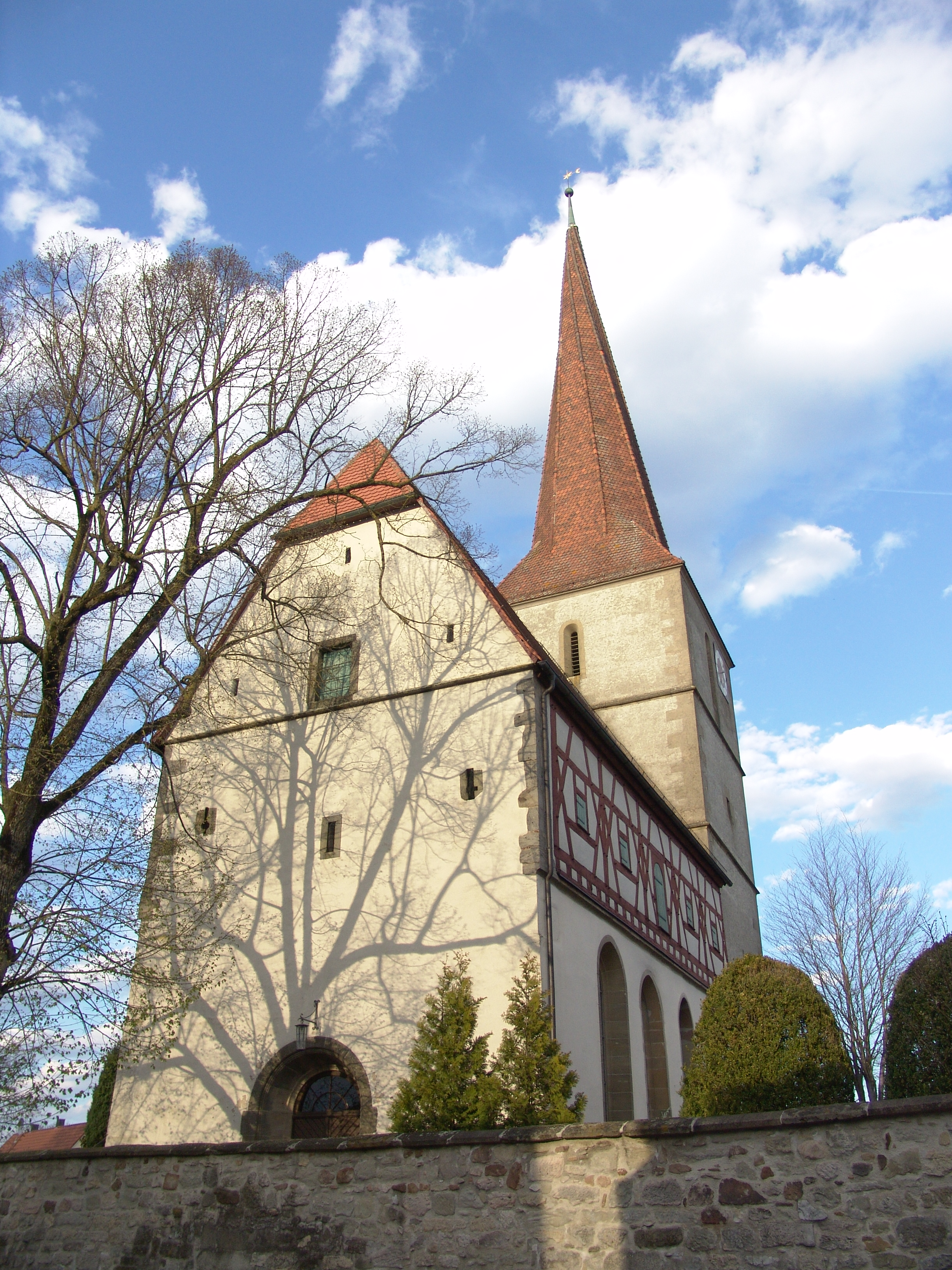
St. Peter und Paul (Wettringen)

Die denkmalgeschützte, evangelisch-lutherische Pfarrkirche St. Peter und Paul steht in Wettringen, einer Gemeinde im Landkreis Ansbach (Mittelfranken, Bayern). Die Kirche ist unter der Denkmalnummer D-5-71-222-1 als Baudenkmal in der Bayerischen Denkmalliste eingetragen. Die Kirchengemeinde gehört zum Dekanat Rothenburg ob der Tauber im Kirchenkreis Ansbach-Würzburg der Evangelisch-Lutherischen Kirche in Bayern.

## Beschreibung
Der Chorturm der Saalkirche wurde 1447 erbaut. Sein achtseitiger Knickhelm wurde ihm später aufgesetzt. Das oberste Geschoss beherbergt die Turmuhr und den Glockenstuhl. Das Langhaus in Breite des Chorturms im Westen wurde nach den Brandschäden im Deutschen Bauernkrieg 1545 mit einem Geschoss aus Holzfachwerk aufgestockt, das als Zehntscheune für Rothenburg diente, und mit einem Satteldach bedeckt, das im Westen einen Krüppelwalm hat. Der Innenraum des Chors, d. h. das Erdgeschoss des Chorturms, ist mit einem Kreuzrippengewölbe überspannt, der des Langhauses, der mit umlaufenden Emporen ausgestattet ist, mit einer Holzbalkendecke auf Unterzügen. Das Sakramentshaus stammt laut Inschrift von 1447. Der Flügelaltar aus der Riemenschneider-Nachfolge wurde nach 1515, die Kanzel 1581 gebaut. Das Chorgestühl aus der 2. Hälfte des 15. Jahrhunderts hat sich erhalten.